# Margareta Brogren
Margareta Brogren, född den 3 september 1946, är en svensk översättare.

## Biografi
Brogren är filosofie magister i engelska, nordiska språk, litteraturhistoria med poetik och teoretisk filosofi. Hon har även studerat teologi och religionsvetenskap. Hon arbetade som gymnasielärare 1981–1997, och sedan 1997 som översättare. Hon översätter från engelska, danska och norska till svenska.
Brogren har översatt böcker om matematik och vetenskap, men också religion, historia och filosofi.

### Omnämnanden
Brogrens översättning av Jason Goodwins "Horisontens härskare" recenserades i Svenska Dagbladet av professor Lars Lönnroth med "Hela historien framstår här som en elegisk dikt, komponerad av Goodwin och överförd till den vackraste svenska av Margareta Brogren." 
Hennes översättning av Simon Singhs "Big Bang" recenserades i Populär Astronomi av Bengt E. Y. Svensson med "Först som sist: Detta är en mycket bra bok som om möjligt blivit ännu bättre genom en oerhört fin översättning. Vad gäller översättningen blir jag närmast lyrisk. På ett spänstigt språk, praktiskt taget helt fritt från anglicismer av vilket slag det vara månde, med korrekta svenska facktermer, får Margareta Brogren boken att lyfta ett extra snäpp."

## Översättningar i urval

### Simon Singh
- 1998 - Singh, Simon; Brogren Margareta. Fermats gåta: så löstes världens svåraste matematiska problem ([4:e utg. 2005]). Stockholm: Pan. Libris 9981033. ISBN 91-7263-688-2
- 1999 - Singh, Simon. Kodboken: konsten att skapa sekretess - från det gamla Egypten till kvantkryptering ([3:e utg 2003]). Stockholm: Pan. Libris 8882886. ISBN 91-7263-367-0
- 2005 - Singh, Simon. Big bang: allt du behöver veta om universums uppkomst - och lite till. Månpocket. Fakta, 99-0832420-9 ([3:e utg. 2009]). Stockholm: Månpocket. Libris 11368671. ISBN 978-91-7232-157-1
- 2008 - Singh, Simon; Ernst Edzard. Salvekvick och kvacksalveri: alternativmedicinen under luppen. Stockholm: Leopard. Libris 11179926. ISBN 9789173431835

### Övriga
- 1998 - Armstrong, Karen; Johansson Inger. Historien om Jerusalem: en stad - tre religioner ([Ny utg.]). Stockholm: Forum. Libris 7256876. ISBN 91-37-11338-0
- 1999 - Alvarez, Walter. Dinosaurierna och dödens krater. Stockholm: Norstedt. Libris 7151092. ISBN 91-1-300589-8
- 1999 - Larsen, Michael. Ormen i Sydney. Stockholm: Norstedt. Libris 7151158. ISBN 91-1-300694-0
- 2001 - Cahill, Thomas. Historien om Jesus: mannen som förändrade vår värld. Historiens vändpunkter ; 3. Stockholm: Forum. Libris 8350626. ISBN 91-37-11715-7
- 2001 - Kraul Marie, Baadsgaard Trine, red. Femail. Malmö: Richter. Libris 8376166. ISBN 91-7711-629-1
- 2001 - Goodwin, Jason. Horisontens härskare: historien om Osmanska riket. Stockholm: Norstedt. Libris 7151276. ISBN 9113008323
- 2002 - Groth, Bente. Judendomen: kultur, historia, tradition. Stockholm: Natur och kultur. Libris 7230171. ISBN 9127073890
- 2003 - Armstrong, Karen. Muhammed: en biografi. Stockholm: Forum. Libris 9064336. ISBN 91-37-12220-7
- 2003 - Kolitz, Zvi; Larsson Göran, Svartvik Jesper. Jossel Rakovers samtal med Gud. Skrifter om judisk och kristen tro och tradition ; 1. [Mölnlycke]: Göran Larssons jubileumsfond för judisk-kristna relationer. Libris 8868365. ISBN 91-631-3458-6
- 2004 - Hartman, Bob; Poole Susie. Sagor från hela världen: speciellt återberättade för högläsning (1. uppl.). Varberg: Argument. Libris 9600410. ISBN 91-7315-106-8
- 2004 - Syse, Henrik. Rättfärdigt krig: om militärmakt, etik och ideal. Stockholm: Natur och kultur. Libris 9696936. ISBN 91-27-09893-1
- 2005 - Hagen, Erik Bjerck. Vad är litteraturvetenskap?. Stockholm: Natur och Kultur. Libris 9828169. ISBN 91-27-10804-X
- 2005 - Roald, Anne Sofie. Islam: historia, tro, nytolkning. Stockholm: Natur och kultur. Libris 9628635. ISBN 9127107884
- 2006 - Engelstad, Fredrik. Vad är makt?. Stockholm: Natur och kultur. Libris 9977489. ISBN 91-27-11349-3
- 2006 - Howie, Vicki; Bertolini Grudina Paola. Svalorna och påsken (1. uppl.). Varberg: Argument. Libris 10331139. ISBN 91-7315-147-5
- 2006 - McLaren, Brian D.. Kristen på nytt sätt: en berättelse om två vänner på en andlig resa : [med förord av Runar Eldebo]. Örebro: Marcus. Libris 10153848. ISBN 91-7999-498-9
- 2007 - Armstrong, Karen. Världsreligionernas födelse. Stockholm: Forum. Libris 10415780. ISBN 978-91-37-13083-5
- 2007 - Flint, Julie; De Waal Alexander. Darfur: konfliktens bakgrund. Lund: Celander. Libris 10616182. ISBN 9789197650717
- 2007 - Næss, Atle. När jorden stod stilla: Galileo Galilei och hans tid. Stockholm: Leopard. Libris 10520620. ISBN 978-91-7343-075-3
- 2009 -  Handledning till MIO: matematiken, individen, omgivningen. Varberg: Argument. Libris 11773618. ISBN 978-91-7315-262-4
- 2010 - O´Shea, Michael. Kort om hjärnan. Lidingö: Fri tanke. Libris 11707627. ISBN 9789186061050
- 2011 -  Gilhus, Ingvild Sælid; Thomassen Einar. Antikens religioner: Mellanösterns och Medelhavsområdets religioner. Stockholm: Norstedt. Libris 12030555. ISBN 9789113034614
- 2011 - Hawking, Stephen; Mlodinow Leonard. Den stora planen. Stockholm: Norstedt. Libris 12135108. ISBN 978-91-1-303648-9
- 2012 - Collins Michael, red (2012). Illustrerad bibel: återberättad och förklarad : från skapelsen till ny himmel och ny jord. Stockholm: Norstedt. Libris 12767060. ISBN 978-91-1-304336-4